# IC 1510/1
IC 1510/1 је спирална галаксија у сазвијежђу Рибе која се налази на листи објеката дубоког неба у Индекс каталогу.
Деклинација објекта је + 2° 4' 29" а ректасцензија 23h 50m 32,5s. Привидна величина (магнитуда) објекта IC 1510 износи 14,7 а фотографска магнитуда 15,5. IC 15101 је још познат и под ознакама MCG 0-60-53, CGCG 381-53, VV 641, PGC 1215207.